# Thảm sát Thái Bình
Thảm sát Thái Bình là một tội ác chiến tranh của quân đội Hàn Quốc gây ra trong thời gian Chiến tranh Việt Nam. Vào ngày tháng 2 năm 1966 tại khu vực Thái Bình, tỉnh Bình Định, các đơn vị quân đội Hàn Quốc đã thảm sát hàng loạt 65 dân thường không có vũ khí, trong đó phần lớn là phụ nữ và trẻ em.
Ba người may mắn sống sót trong vụ thảm sát sau đó đã trở thành nhân chứng tố cáo tội ác của Sư đoàn Mãnh Hổ. Để ghi nhớ sự kiện tang tóc này, một đài tưởng niệm khắc tên của 65 nạn nhân đã được dựng lên tại làng Thái Bình.